# Morgan Tsvangirai
Morgan Richard Tsvangirai (AFI: [ts͡ɸaŋgiˈra.i]); (Gutu, 10 de março de 1952 - 14 de fevereiro de 2018) foi um sindicalista, ativista de direitos humanos e político do Zimbábue, antigo primeiro-ministro do país, depois do acordo de divisão de poder que foi estabelecido com o então presidente Robert Mugabe depois das eleições presidenciais, em setembro de 2008. Foi presidente do Movimento para a Mudança Democrática (MDC), principal partido de oposição do país.
Candidato do MCD nas controversas eleições presidenciais de 2002, quando foi derrotado por Mugabe, Tsvangirai contestou o primeiro turno das eleições presidenciais de 2008, como candidato do MDC-T, na qual obteve 47,8% dos votos, de acordo com os resultados oficiais - o que o colocou à frente de Mugabe, que obteve 43,2% - com a alegação de que teria conquistado uma maioria mais significativa, que possibilitaria sua vitória já no primeiro turno, e que os resultados teriam sido alterados no mês que se passou entre as eleições e a divulgação dos resultados oficiais. Tsvangirai planejou inicialmente disputar o segundo turno contra Mugabe, porém removeu sua candidatura pouco tempo antes da realização das eleições, sob o argumento de que elas não seriam livres e justas, devido à prática difundida de violência e intimidação por parte dos partidários do governo.
Casado e pai de seis filhos, ele já foi alvo de quatro atentados. Morreu em 14 de fevereiro de 2018, vítima de câncer.

## Biografia
Tsavangirai nasceu em 10 de março de 1952 em Gutu, ao sul de Harare. Filho mais velho de uma família de nove irmãos, todos pertencentes à etnia maioritária shona, teve de abandonar os estudos ainda jovem para ajudar os parentes. Começou a trabalhar como operário em uma empresa têxtil aos 20 anos. Mais tarde, tornou-se funcionário em uma mina de níquel, onde se transformou em líder da União de Trabalhadores Associados da mina e membro da executiva da União Nacional de Trabalhadores Mineiros. Em 1988, ele foi eleito secretário-geral da Confederação de Sindicatos do Zimbábue (ZCTU), cargo que desempenhou até 2000. Sob sua gestão, o ZCTU reduziu sua dependência em relação à União Nacional Africana do Zimbábue-Frente Patriótica (Zanu-PF), partido de Mugabe, do qual foi membro e diretor. Suas desavenças com o regime o levaram à prisão em 1989, sob acusação de ser espião do regime segregacionista da África do Sul. Em 1992, seria detido novamente por protestar contra as reformas que reduziam a influência dos sindicatos. Em 1997, Tsavangirai convocou a primeira greve geral da história do Zimbabwe, que teve adesão de 55%. Em 1999, ele fundou o Movimento para a Mudança Democrática (MDC). Em eleições legislativas realizadas em junho de 2000, o MDC obteve 57 cadeiras (contra 62 do Zanu-PF) e se tornou o principal partido de oposição no Zimbabwe.
Em 2001, ele foi novamente detido por agentes do regime Mugabe, acusado de participar de um complô para assassiná-lo. Em março de 2002, Tsavangirai concorreu pela primeira vez ao cargo de presidente do Zimbabwe. Mesmo com votação considerada fraudulenta pela comunidade internacional, ele obteve 41,9% dos votos, contra 56,2% de Mugabe. Em 3 de fevereiro de 2003, foi processado pelo suposto complô contra Mugabe. Em 6 de junho daquele ano, foi mais uma vez detido e novamente acusado de alta traição, por convocar protestos e greves contra o regime de Mugabe. Em outubro de 2004, foi absolvido dessas acusações. Em 31 de março de 2005, o MDC disputou as eleições legislativas. O pleito, vencido pelo partido de Mugabe, foi denunciado como fraudulento por Tsvangirai. Em 11 de março de 2007, Tsvangirai voltou a ser detido, após ele participar de um ato religioso na capital Harare, convocado por grupos da oposição. A manifestação foi convocada quando vigorava uma proibição oficial de comícios políticos. Foram detidos mais de cem e dirigentes da oposição. Dois dias depois, o líder do MDC compareceu ao um tribunal, com visíveis sinais de espancamento - metade de sua cabeça estava raspada, devido ao curativo que teve que fazer sobre o corte profundo sofrido em decorrência dos golpes recebidos, além de mancar. Ainda naquele mês, foi detido novamente, pouco antes de conceder uma entrevista coletiva para falar sobre a violência política no país.